# Rathcoole (Dublin)
Rathcoole (Iers: Rath Cúil) is een plaats in de Ierse republiek. De plaats maakt deel uit van de agglomeratie Dublin. Bestuurlijk hoort het bij het graafschap South Dublin.

## Geboren
- Paddy Reilly (1939), folkzanger en gitarist
- Michelle Smith (1969), drievoudig olympisch zwemkampioen.